# 三宮駅バスのりば
三宮駅バスのりば（さんのみやえきバスのりば）では、兵庫県神戸市中央区の三宮地区周辺にあるバス停留所について詳述する。

## 概要
神戸市の中心部で、JR神戸線を初めとする複数の鉄道路線の要衝でもある三宮地区には、長距離・短距離を問わず数多くの路線バスが発着している。
広範囲にわたり路線が通じ利便性に長ける反面、運行会社や路線ごとに異なる乗り場に発着するケースも珍しくなく、しかも長年にわたり代表的なバスターミナルが存在しなかったため、観光客はもちろん地元の人々にとっても乗り場が分かりにくい状態が続いていた。特に1998年に明石海峡大橋が開通して以降は、淡路島・四国方面へと向かう高速バス路線が激増し、しかもダブルトラックの路線がほとんどである点も重なり、問題の深刻さは増すばかりであった。
こういった問題を解決するため、神戸市は阪神・淡路大震災からの復興と併せてJR三ノ宮駅の南側に建設された神戸新聞会館（ミント神戸）1階にバスターミナルを整備することとし、既設の神戸市バス三宮ターミナルを抱合する形で『三宮バスターミナル』が開設され（2006年11月26日供用開始）、一般路線・高速路線・送迎便計37路線が乗り入れる拠点が誕生した。
しかし、それでも一部の路線や運行会社は『三宮バスターミナル』以外の従来の地点に引き続き発着している。この現状を受け、周辺のバス停にアルファベット（S・N・M・Yのうち一文字）と数字を組み合わせた乗り場番号を割り当てた地図「三ノ宮駅バスのりば案内」を作成した。
また、「三ノ宮駅周辺における公共交通乗継円滑化推進会議」（会議委員）が主体となって『乗り場インフォ三宮』を開設したが、現在は閉鎖されている。
なお、現在は阪神神戸三宮駅やその周辺（中央幹線）で改良工事が行われているため、同駅周辺の一部の乗り場は移転・休止している。
また、乗り場が分散し分かりづらいこともあり三宮駅前の再開発計画で現在の中央区役所の場所に新バスターミナルの整備が計画されている。京阪京都交通・京都市バスにも京都府京都市西京区に同名の「三ノ宮」バス停があるため「神戸三宮」･「神戸三ノ宮」･「三宮駅前」と行先表示案内するバス事業者も存在する。

## 乗り場別の概要

### 三宮バスターミナル

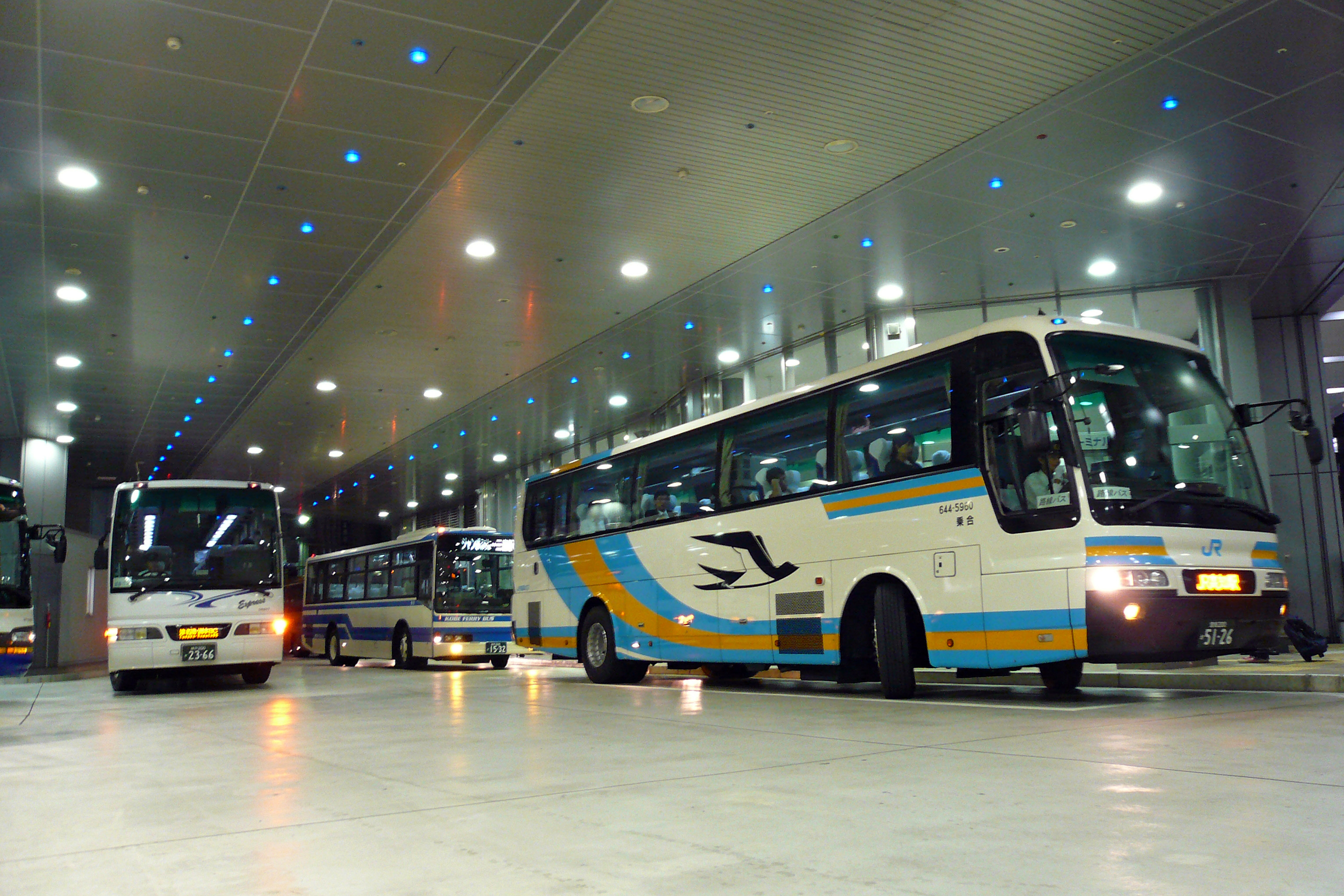
三宮バスターミナル（M1 - M11）

神戸市内最大のバスターミナルで、前述の通り2006年11月26日より供用されている。各種案内では、「M1」から「M11」の乗り場番号が割り当てられている（標柱には番号のみ表記）。
従来から発着している市バス（乗車3バース・降車2バース）に加え、ミント神戸の1階部分に高速バス路線の乗り場を新設し、乗車8バース・降車3バースに拡張した。
切符売り場は7時から21時まで営業しており、JRバス系（本四海峡バスと四国高速バスを含む）を2バース・私鉄系を1バースが使用している。JRバス系は西日本JRバス（西日本JRバスサービスに委託）、私鉄系は日本交通が営業しており、いずれも旅行業法における「営業所」に当たる。
窓口と同じスペースには待合室もあり、6時から24時まで利用できる。室内には、バスターミナル内に発着する全路線の時刻表が掲出されており、旅客案内システムも運用が開始された。トイレ（多機能タイプあり）や清涼飲料水の自動販売機も設置されている。
なお、ターミナル内には後述する『神姫バス三ノ宮バスターミナル』の案内も掲出されている。

#### 発着路線

##### 高速バス
| のりば番号 | 行き先                                                     | 路線名・系統番号                                                            | 運行会社                                           | 備考  |
| ---------- | ---------------------------------------------------------- | --------------------------------------------------------------------------- | -------------------------------------------------- | ----- |
| 4(M4)      | 有馬温泉                                                   | 有馬エクスプレス大阪号                                                      | 西日本JRバス                                       |       |
| 4(M4)      | 東浦BT・津名港                                             | 大磯号                                                                      | 西日本JRバス 本四海峡バス                          | [ 1 ] |
| 5(M5)      | 淡路ハイウェイオアシス（ニジゲンノモリ）・洲本BC・洲本温泉 | かけはし号 かけはしニジゲンノモリ神戸号 かけはし洲本温泉号 ハーバーライナー | 西日本JRバス 本四海峡バス 神姫バス                 | [ 2 ] |
| 5(M5)      | 陸の港西淡                                                 | 淡路島線                                                                    | みなと観光バス                                     |       |
| 6(M6)      | 徳島駅                                                     | 阿波エクスプレス神戸号                                                      | 西日本JRバス 本四海峡バス JR四国バス               |       |
| 6(M6)      | 高速淡路志知・高松駅・国分寺BT                             | フットバス                                                                  | 高松エクスプレス                                   | [ 3 ] |
| 6(M6)      | 高松駅                                                     | ハーバーライナー さぬきエクスプレス神戸 高松エクスプレス神戸号              | 神姫バス 四国高速バス 西日本JRバス JR四国バス      |       |
| 6(M6)      | 丸亀駅                                                     | ハーバーライナー さぬきエクスプレス神戸                                     | 四国高速バス                                       |       |
| 6(M6)      | 観音寺駅                                                   | 観音寺エクスプレス神戸号                                                    | JR四国バス                                         |       |
| 6(M6)      | 松山駅                                                     | 松山エクスプレス号 京阪神ドリーム松山号                                     | 西日本JRバス JR四国バス                            |       |
| 6(M6)      | 高知駅・須崎駅                                             | 高知エクスプレス号 京阪神ドリーム高知号                                     | 西日本JRバス JR四国バス                            |       |
| 6(M6)      | 中村駅・宿毛駅                                             | しまんとブルーライナー                                                      | 近鉄バス 高知西南交通                              |       |
| 7(M7)      | バスタ新宿・東京駅・東京ビッグサイト・新木場駅・TDL        | グランドリーム号 青春エコドリーム号                                         | 西日本JRバス JRバス関東                            |       |
| 7(M7)      | 横浜・バスターミナル東京八重洲・TDR・西船橋・幕張          | 神戸・大阪 - 東京ディズニーリゾート・千葉線                                 | 京成バス                                           |       |
| 7(M7)      | 立川・玉川上水・橋本                                       | レッツ号                                                                    | 山陽バス 南海バス                                  |       |
| 7(M7)      | 浜松・静岡                                                 | 京阪神ドリーム静岡号                                                        | 西日本JRバス JR東海バス                            |       |
| 7(M7)      | 長野・湯田中・妙高高原・飯山                               | 神戸・なんば・京都 - 長野・湯田中線                                         | 南海バス 長電バス                                  |       |
| 7(M7)      | 名古屋                                                     | 名神ハイウェイバス 超特急                                                   | 西日本JRバス JR東海バス 名鉄バス                   |       |
| 7(M7)      | 舞鶴                                                       | 神戸 - 舞鶴線                                                               | 京都交通 日交シティバス                            |       |
| 7(M7)      | 福知山                                                     | 神戸 - 福知山線                                                             | 京都交通 日交シティバス                            |       |
| 7(M7)      | 鳥取・倉吉・米子                                           | ビッグバード号                                                              | 日本交通 (大阪府) 日交シティバス 日本交通 (鳥取県) |       |
| 7(M7)      | 福山・備後府中・尾道                                       | 神戸ライナー                                                                | 中国バス                                           |       |
| 7(M7)      | 長崎                                                       | オランダ号                                                                  | 近鉄バス                                           |       |
| 7(M7)      | 熊本                                                       | サンライズ号                                                                | 近鉄バス 九州産交バス                              |       |
| 7(M7)      | 別府・大分                                                 | SORIN号                                                                     | 近鉄バス 大分バス                                  |       |
| 9(M9)      | 降車場（高速バス用）                                       | -                                                                           | -                                                  |       |

##### 一般路線など
| のりば番号 | 行き先                                   | 路線名・系統番号                           | 運行会社         | 備考                                                        |
| ---------- | ---------------------------------------- | ------------------------------------------ | ---------------- | ----------------------------------------------------------- |
| 1(M1)      | 神戸北町（箕谷駅経由）                   | 急行64系統                                 | 神戸市バス       |                                                             |
| 2(M2)      | HAT神戸（摩耶埠頭経由）                  | 29系統・101系統                            | 神戸市バス       |                                                             |
| 3(M3)      | 摩耶ケーブル下・JR六甲道方面             | 18系統                                     | 神戸市バス       |                                                             |
| 3(M3)      | 中央市民病院(医療センター駅前(IBRI)経由) | ポーアイ社会実験バス                       | 神姫バス         | 2015年3月まで                                               |
| 4(M4)      | 有馬温泉                                 | 三宮有馬線6系統                            | 神姫バス         | 2024年3月末まで運行予定（過去には阪急バス・神鉄バスも運行） |
| 4(M4)      | 森林植物園                               | 25系統                                     | 神戸市バス       | 冬季運休                                                    |
| 6(M6)      | 神戸三宮フェリーターミナル               | ジャンボフェリー、宮崎カーフェリー連絡バス | 神戸フェリーバス | 0:30発便は9番乗り場から発車                                 |
| 10(M10)    | 降車場（市バス・神姫バス用）             | -                                          |                  |                                                             |

| のりば番号 | 行き先                               | 運行会社                                                           | 備考     |
| ---------- | ------------------------------------ | ------------------------------------------------------------------ | -------- |
| 8(M8)      | 神戸ポートピアホテル                 | エムケイ観光バス ポート（タクシー会社） 日本交通（休日臨時便のみ） |          |
| 8(M8)      | ホテルオークラ神戸                   | ポート（タクシー会社）                                             | 共同運行 |
| 8(M8)      | 神戸メリケンパークオリエンタルホテル | ポート（タクシー会社）                                             | 共同運行 |
| 8(M8)      | 神戸みなと温泉 蓮                    |                                                                    |          |
| 8(M8)      | ラ・スイート神戸オーシャンズガーデン |                                                                    |          |

### 神姫バス神戸三宮バスターミナル

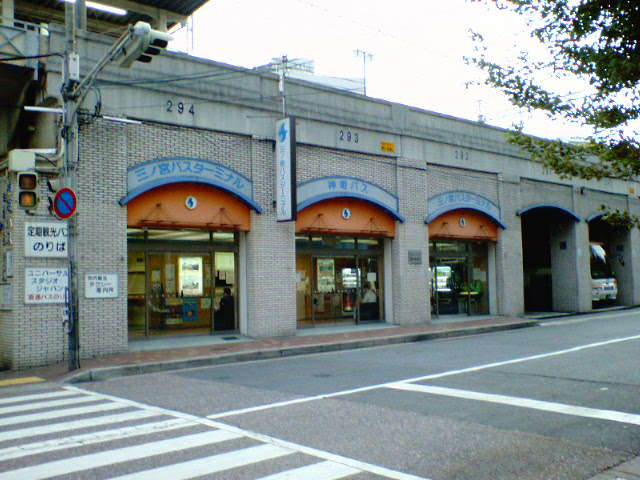
神姫バス神戸三宮バスターミナル（旧称の『神姫バス三ノ宮バスターミナル』時代の表記のもの。M15・2004年7月31日撮影）

神姫バスが使用しているバスターミナル。同社（および共同運行会社）の一部の路線 を除く全線と定期観光バス「スカイバス神戸」、全但バスの高速バス路線が発着する。乗り場番号は「M15」。
JR三ノ宮駅東側の高架下にあり、切符売り場や待合室、売店やトイレがある。高架下のスペースを利用しているため、乗り場は駐車場のような様相を呈しており、バスはバックして乗り場に入線する。乗り場のすぐ前は公道であり、交通整理の係員が配置されている。
前後に2台ずつ縦列駐車を行う（2台×8列）。以前は縦列駐車の前方8バースのみ（1～8番）を使用し、後方はバス留置場として使用されていたが、増便に伴い留置場でも乗車扱いする便が増加したため、2019年2月1日より後方の留置場を「11～18番」とし、全16バース体制での運用が開始された。なお、空いている乗り場に随時バスが入線するため、便により乗り場は変動する。このためバスへの乗車は発車10分前（一部便は7分前）からで、待合室内の電光掲示板や放送で案内されるまで、バスに乗車することはできない。
三田、三木、西脇方面からの便の降車は、一部を除いて『三宮バスターミナル』の10・11番降り場（M10・M11）で扱われる。その他路線の降車は随時空いているバースに入線して行われるが、出発便の多い時間帯やバースが埋まっている場合などは、公道上で行われることもある。
ターミナル内には前述した『三宮バスターミナル』の案内も掲出されている。
| 種別 | 行き先                                                                                   | 路線名・系統番号     | 備考                                                    |
| ---- | ---------------------------------------------------------------------------------------- | -------------------- | ------------------------------------------------------- |
| 急行 | 三木営業所・小野・社・西脇市役所方面                                                     | 西脇急行線           |                                                         |
| 快速 | 社（産団協前・押部谷駅前・三木営業所・小野経由）                                         | 愛称なし             | 押部谷駅の次は三木中町に停車                            |
| 快速 | 恵比須駅・三木営業所（緑が丘駅・自由が丘経由）                                           | 恵比須快速線         |                                                         |
| 特急 | 上津台・神戸三田プレミアム・アウトレット・イオンモール神戸北・三田駅・ゆりのき台方面     | 三田特急線           | 『ウッディエクスプレス』・ 『関西学院エクスプレス』含む |
| 特急 | フラワータウンセンター・三田駅方面                                                       | 三田特急線           | 『ウッディエクスプレス』・ 『関西学院エクスプレス』含む |
| 特急 | 学園7丁目・関西学院大学・関西記念墓園方面                                                | 三田特急線           | 『ウッディエクスプレス』・ 『関西学院エクスプレス』含む |
| 特急 | 相野駅・つつじが丘方面                                                                   | 三田特急線           | 『ウッディエクスプレス』・ 『関西学院エクスプレス』含む |
| -    | 淡河本町・美奈木台・吉川庁舎前方面                                                       | （愛称なし）         |                                                         |
| -    | 緑が丘中1丁目・緑が丘公民館前・三木北高校前・青山5丁目方面                               | （愛称なし）         |                                                         |
| 直行 | ユニバーサル・スタジオ・ジャパン・舞洲此花大橋西詰・コスモタワー・南港ポートタウン東方面 | 大阪ベイサイドライン |                                                         |
| 直行 | ネスタリゾート神戸                                                                       | （愛称なし）         |                                                         |

| 行き先                                                               | 路線名                                                                  | 運行会社                               | 備考   |
| -------------------------------------------------------------------- | ----------------------------------------------------------------------- | -------------------------------------- | ------ |
| 北条・山崎                                                           | 山崎 - 三ノ宮線                                                         | ウエスト神姫                           |        |
| 津名港・洲本バスセンター                                             | ハーバーライナー AWAJI EXPRESS三ノ宮・洲本線                            | 神姫バス 淡路交通                      | [ 8 ]  |
| 伊弉諾神宮・五色バスセンター・高田屋嘉兵衛公園                       | ハーバーライナー AWAJI EXPRESS三ノ宮・西浦線                            | 神姫バス 淡路交通                      | [ 9 ]  |
| 陸の港西淡・福良                                                     | ハーバーライナー AWAJI EXPRESS三ノ宮・福良線 くにうみライナー南あわじ線 | 神姫バス 淡路交通 本四海峡バス         | [ 10 ] |
| 岩屋ポートターミナル・県立淡路島公園(ニジゲンノモリF駐車場）・富島中 | ハーバーライナー 北淡路西海岸ライン                                     | 神姫バス 本四海峡バス                  |        |
| 徳島駅                                                               | ハーバーライナー サラダエクスプレス すだち120 エディ号                  | 神姫バス 阪神バス 山陽バス 徳島バス    | [ 11 ] |
| 阿波池田・井川                                                       | しこくさぶろうエディ号                                                  | 四国交通                               |        |
| 松山市駅                                                             | ハーバーライナー                                                        | 神姫バス 伊予鉄バス                    |        |
| 高知駅                                                               | ハーバーライナー                                                        | 神姫バス とさでん交通                  |        |
| 松江・出雲                                                           | ポートレイク号                                                          | 神姫バス JRバス中国                    |        |
| 岡山駅・倉敷駅                                                       | ハーバーライナー ハーバープリンス リョービエクスプレス神戸              | 神姫バス 中鉄バス 両備ホールディングス |        |
| 中筋駅・新白島駅・広島バスセンター                                   | ハーバーライナー 神戸エクスプレス                                       | 神姫バス 広交観光                      | [ 12 ] |
| 渋谷・バスタ新宿（新宿駅）                                           | プリンセスロード号                                                      | 神姫バス 京王バス                      |        |
| 豊岡駅・城崎温泉駅                                                   | （愛称なし）                                                            | 全但バス                               | [ 7 ]  |
| 湯村温泉・浜坂駅                                                     | （愛称なし）                                                            | 全但バス                               | [ 7 ]  |
| 東京駅・秋葉原駅・東京ディズニーランド                               | LIMONバス                                                               | 神姫観光バス                           | [ 13 ] |

### 阪神バス 神戸・三宮バスターミナル
阪神三宮駅前（中央幹線・西行）、三井住友信託銀行神戸支店前にあるバス停で、ちょうどミント神戸の対面に位置する。乗り場番号は、「Y1」から「Y5」が割り当てられている。
阪神バスの高速バスの発着や、伊丹・関西空港からのリムジンバスの降車場になっている。
停留所には屋根が備え付けられているが、待合室や切符売り場はない。なお、2008年2月までは20m東の日本生命三宮駅前ビル前に乗り場があったが、阪神三宮駅の改良工事に伴い移設された。また、『三宮バスターミナル』の開業までは日本交通系の高速バスもここから発車していた。

### JR三ノ宮駅中央口南
JR三ノ宮駅南駅前広場の南（中央幹線・東行）にあるバス停。乗り場番号は、「M12」から「M14」が割り当てられている。
山陽バスの垂水方面行高速バスや、日交シティバス・みなと観光バス (神戸市)の六甲アイランド線が発着する。また、神戸フェリーバスのジャンボフェリー連絡バスはここが降車場となるほか、深夜便に連絡する0時30分発便はミント神戸が閉館しているためここから発車する。
設備は一般的なバス停と同様で、屋根や待合室等はない。隣接して、市バスと阪神バスの一般路線バス『三宮駅前』バス停がある。

### 空港リムジンバス（「神戸三宮」、S1、「地下鉄三宮駅前」）
- 阪神バス・阪急観光バス・関西空港交通
  - JR三ノ宮駅西口付近、交通センタービルの南西側の中央幹線上にあり、伊丹・関西空港行のリムジンバスが発車する。降車扱いは日本生命三宮駅前ビル前（Y2）で行われる。
  - 隣接して、市バスの『三宮町1丁目』停留所（S2）がある。
- 神姫バス
  - 地下鉄三宮駅前東出口2付近、フラワーロード上にあり、神戸空港・神戸空港海上AT行のリムジンバスが発着する。
  - 隣接して、市バスの『地下鉄三宮駅前』停留所（N4）がある。

### 阪神三宮東口停留所
- 神姫バス
  - ［特急］高丘4丁目西行
  - ［通勤快速］水谷2丁目経由カワサキ前行
  - ［快速］水谷2丁目・カワサキ前・西区役所前経由高丘4丁目西行
  - ［快速］水谷2丁目経由宮下1丁目行
  - ［快速］高丘4丁目西行
  - ［快速］水谷2丁目行
  - ［直行］神戸学院大学行

［通勤快速］・［快速］は全便が神戸学院大学口・大津和・上脇・北別府3丁目に停車する。
阪神三宮東口から神戸市西区や明石市大久保地区へ向かうバスが運行されている。

### 旧・中央区役所前付近
- 雲井通バス停
  - 阪神バス
    - 神戸税関前・阪神西宮方面

### 神戸国際会館付近
- 神戸国際会館前バス停
  - 海部観光：徳島駅・阿南津乃峰行

### 高速バス（神戸三宮高架商店街前）

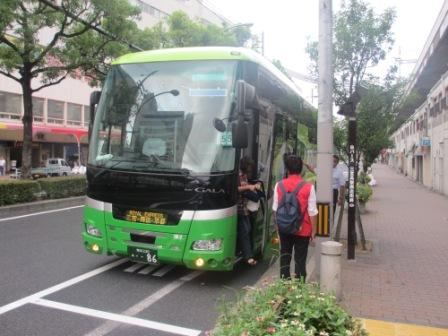
神戸三宮高架商店街前バス停に停車中のロイヤルバス

都市間ツアーバスから路線バスに移行した路線（いわゆる新高速乗合バス）の乗り場である。当所より北側のPMPTビル（北長狭通2丁目7-1）2Fに神戸三宮高速バス待合所が設置されており、係員が乗り場に誘導する。区間などは各社ホームページにて確認のこと。
- オー・ティー・ビー・天領バス（オリオンバス）
- ジャムジャムエクスプレス（JAMJAMライナー）
- 平成エンタープライズ（VIPライナー）
- WILLER GROUP（WILLER EXPRESS）
- サンシャインエクスプレス
- ロイヤルバス（ロイヤルエクスプレス）
- 山一サービス（アミー号）
- 杉崎観光バス（杉崎高速バス）
  - ツアーバスとしては今まで神戸市役所東側より発着していたが、高速路線バスとなり、バス停設置に伴い現在のセンタープラザ西館北側に設置された。
    - 昌栄高速運輸（どっとこむライナー）は引き続き神戸市役所東側より発着している[15]。

  - 同一箇所に神戸市営バスの『三宮町2丁目』停留所があり、また神戸三宮高架商店街前バス停と空港リムジンバス停の中間にみなと観光バス（神戸市）の三宮西口バス停もある。
  - かつては、ツアーバス向けのターミナルとして『三宮観光バスステーション』（JR三ノ宮駅東口の南東側）が供用されていたが、閉鎖された。

## その他の一般路線バス

### 三宮センター街東口[16]

#### 北行（S3 - S6 フラワーロード 神戸マルイ・三宮センター街前）
- 神戸市交通局
  - 2 青谷経由阪急六甲・JR六甲道方面行

- - 92 六甲口経由石屋川車庫前・石屋川方面行
  - 66 ひよどり台経由しあわせの村方面行
- 阪神バス
  - 甲南本通・JR芦屋駅前・西宮戎経由阪神西宮行
- 神姫バス
  - シティループ 北野異人館・新神戸駅方面行（循環）
  - ポートループ（連節バス）新神戸駅行
  - 山手線 地下鉄県庁前・湊川公園・新開地経由神戸駅前行

#### 南行（Y6・Y7 フラワーロード 神戸阪急新館・神戸ロフト西側）
- 神戸市交通局
  - 2・92 三宮神社方面行
- 阪神バス
  - 神戸税関前方面行

### 三宮町１丁目発着

#### 東行（S2 中央幹線沿い JR三ノ宮駅西口南 神戸交通センタービル南側）
- 神戸市交通局
  - 7 市民福祉交流センター前行

#### 西行（S10 中央幹線沿い センタープラザ東館北側）
- 神戸市交通局
  - 7 夢野経由神戸駅前方面行

### 三宮駅前発着

#### 東行（M16 中央幹線 JR三ノ宮駅中央口南）
- 阪神バス
  - 甲南本通・JR芦屋駅前・西宮戎経由阪神西宮行

#### 西行（Y1 - Y5・Y13 中央幹線 神戸阪急本館北側）
※神戸税関前行（阪神バス）については三宮ビル北館北側
- 神戸市交通局
  - 7 夢野経由神戸駅前方面行
  - 29 摩耶埠頭経由HAT神戸方面行
- 神姫バス
  - ポートアイランド線 神戸インキュベーションオフィス・MOL行
  - ポーアイキャンパス線 ポーアイキャンパス行
  - ポートループ（連節バス） 新港町・ポートタワー経由ハーバーランド行
- 阪神バス
  - 神戸税関前方面行
- みなと観光バス (神戸市)・日交シティバス
  - 21・23・サブローバス 六甲アイランド方面行

### 地下鉄三宮駅前発着[17]

#### 北行（N1 - N3 フラワーロード 地下鉄・阪急三宮駅前）
- 神戸市交通局
  - 2 青谷経由阪急六甲・JR六甲道方面行
  - 18 新神戸駅・青谷・摩耶ケーブル下・阪急六甲経由JR六甲道方面行
  - 急行64 箕谷駅前・神戸北町方面行
  - 92 六甲口経由石屋川車庫前・石屋川方面行
- 神姫バス
  - 山手線 新開地経由神戸駅行
  - シティループ 北野異人館・新神戸駅方面行（循環）

#### 南行（N4 - N8 フラワーロード JR三ノ宮駅中央口西側・地下鉄三宮駅前）
- 神戸市交通局
  - 2・92 三宮神社方面行
  - 66 貿易センター前方面行
- 神姫バス
  - シティループ メリケンパーク・ハーバーランド方面行（循環）

### 三宮山手発着

#### 南行（N11 フラワーロード JR三ノ宮駅中央口より北へ200m）
- みなと観光バス (神戸市)
  - 211・212 桜森町バスセンター行
  - 22 ハーバーランド（モザイク前）行

#### 北行（N12 フラワーロード 阪急三宮駅東口より北へ200m）
- みなと観光バス (神戸市)
  - 21 新神戸駅行
  - 22 新神戸駅・桜森町バスセンター行

### 三宮西口発着

#### 東行（S11 中央幹線沿い センタープラザ東館北側）
- みなと観光バス (神戸市)
  - 22 新神戸駅・桜森町バスセンター行